# Johann Wittemak
Johann Wittemak, auch Wittmack, (* 1608, vielleicht auch 1618, vermutlich in Flensburg; † 13. Februar 1676 in Rendsburg) war ein deutscher Offizier, Ingenieur und Deichgraf.

## Leben und Wirken
Johann Wittemak war ein Sohn von Dietrich Wittemak (* 1563; † 7. Juni 1626 in Flensburg) und dessen Ehefrau Margaretha Schnipken (* 1583; † 9. Januar 1616 in Flensburg), T. des Marcus Schnipke aus Hadeln und Anna Südhagen. Der Vater arbeitete als Amtschreiber in Schwabstedt und später in Flensburg, wo der Sohn vermutlich Kindheit und Jugend verbrachte. Sein Bildungsweg ist nicht dokumentiert. Als 20-Jähriger übernahm er das Amt des Oberdeichgrafs der Nordergoesharde im Herzog Schleswig.
Nach der Burchardiflut machte sich Wittemak offenbar derart verdient, dass er königliche Privilegien erhielt, die in Verbindung mit seinem Haus standen. König Christian IV. besuchte das stattliche Gebäude in Bredstedt wiederholt. Außerdem wurden ihm die Deichlasten für seinen Besitz im Ockholmer Koog erlassen. Darüber hinaus besaß er die Hallig Lundingland.
Nach der Burchardiflut versuchte Wittemak mehrere Jahre lang, die Westküste Schleswigs einzudeichen. Der König forderte ihn dazu auf, eine Karte Nordfrieslands zu erstellen. Wittemak vollendete diese 1649, wobei er auf ältere Vorlagen zurückgriff. Johannes Mejer widmete ihm 1649 das Blatt „Nordergoesharde im Amt Bredstedt“, was als Zeichen der Anerkennung von Wittemaks kartographischen Fähigkeiten gesehen werden kann.
Ab 1643 beteiligte sich Wittemak als Offizier im königlichen Herr im Kampf gegen die Schweden. 1645 kämpfte er während der Belagerung Flensburgs als Hauptmann im von Buchwaldtschen Regiment. Im Jahr darauf wurde er Kapitänleutnant im Ahlefeldtschen Leibregiment. In den Folgejahren übernahm er gemäß Urkunden verschiedene Positionen und war als Bauinspektor, Deichgraf oder Ingenieur tätig. 1648 diente er als Adjutant bei Feldmarschall Ernst Albrecht von Eberstein, wo er schnell zum Major aufstieg. Der König folgte von Ebersteins Empfehlung und ernannte Wittemak im November 1659 zum Generalquartiermeister seines Heereskorps. Am 4. November 1659 landete das Heer und Wittemaks Leitung auf Fünen und eroberte die Insel. Danach reiste er zum König, um hierüber zu berichten.
Wittemak heiratete am 13. Juli 1646 in Rendsburg Telse Bruhn (* 2. Februar 1627 in Meldorf; † 29. Oktober 1662 ebenda). Gemäß Quellen ging er eine weitere Ehe ein, am 18. April 1667 mit Margareta Steinmann (* 11. Februar 1627), Tochter von Jacob Steinmann. Er hatte zwei Töchter und einen Sohn.
Nach dem Friedensabkommen vom 27. Mai 1660 schlug von Eberstein vor, Wittemak zum Inspekteur der Festungsanlagen zu machen. 1661/62 wurde die Truppenstärke reduziert, wodurch auch Wittemak befürchten musste, seine Stelle als Berufsoffizier zu verlieren. Im März unterschrieb er gemeinsam mit weiteren Offizieren eine Petition an den König. Darin beschwerten sie sich über die angekündigten Entlassungen von Soldaten und Offizieren. Wittemak sollte danach ein neues „Landregiment“ zusammenstellen. 1663 hatte er im Holsteinischen als Oberst das Kommando über eines dieser Regimenter.
Quellen von 1666 führen Wittemak als Generalquartiermeister, Oberst, und Landvogt und Deichgraf von Bredstedt. Während dieser Zeit arbeitete er bei mehreren Festungs- und Wasserbauten mit. 1674 übernahm er das Kommando über die Festung Friedrichsort, im Juli 1675 über die Festung Rendsburg, die seine letzte Wirkungsstätte wurde.
Einige Stiftungen kirchlicher Ausstattungen zeugen davon, dass Wittemak vermögend war: 1646 schenkte er der Kirche von Breklum eine Kanzel. Aus dem Jahr 1647 stammen eine Kanzel und ein Taufstein der neu aufgebauten Kirche in Ockholm. Hinzu kam ein Epitaph, das gemäß Richard Haupt 1874 noch existierte, heute aber als verschollen gilt. 1656 stiftete er der Kirche von Bredstedt einen Abendmahlskelch. Ebenfalls 1656 gab er bei dem renommierten Flensburger Bildschnitzer Claus Gabriel (Sohn: Cajus Gabriel Cibber!) und dem Maler Heinrich (Henrich) Jansen (* 14. April 1625 Flensburg; † 1667 ebenda) ein Epitaph für seine Eltern in Auftrag. Dieses wurde in der Flensburger Marienkirche angebracht.